# Saône-et-Loire
Saône-et-Loire là một tỉnh của Pháp, thuộc vùng hành chính Bourgogne-Franche-Comté, tỉnh lỵ Mâcon, bao gồm 5 quận với các quận lỵ còn lại là: Autun, Chalon-sur-Saône, Charolles, Louhans.